# Matteo Bobbi

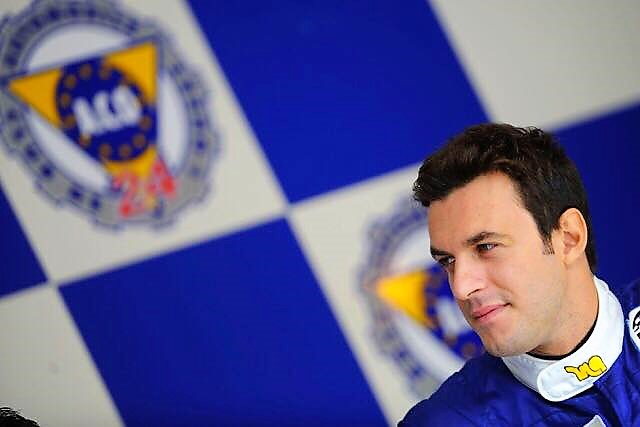
Matteo Bobbi 2011

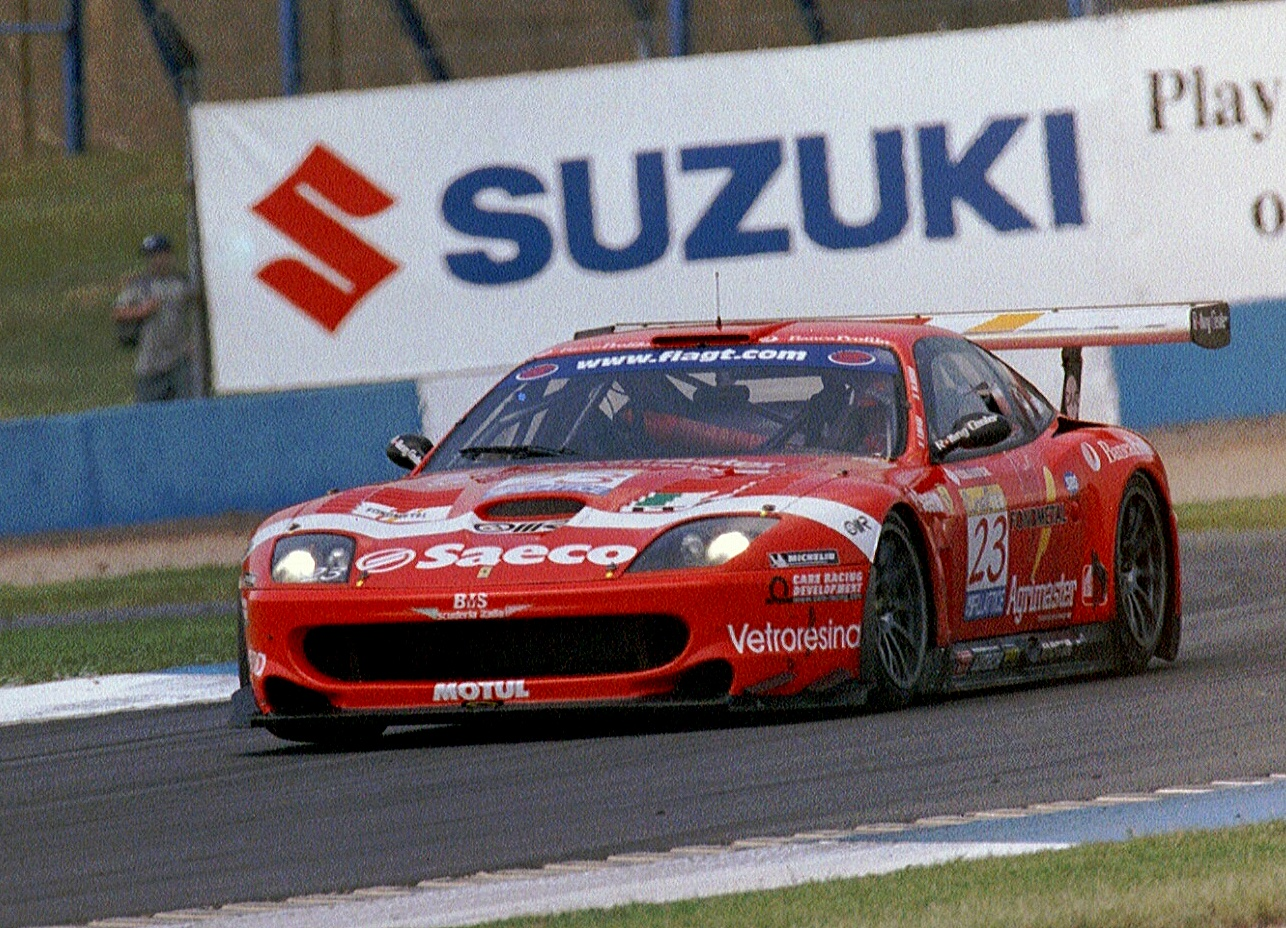
Der von Matteo Bobbi gefahrene Ferrari 550 GTS Maranello bei 500-km-Rennen von Donington 2003

Matteo Massimiliano Bobbi (* 2. Juli 1978 in Mailand, Italien) ist ein ehemaliger italienischer Rennfahrer. Er gewann die GT-Klasse der FIA-GT-Meisterschaft 2003.

## Karriere

### Nachwuchsklassen
Matteo Bobbi begann seine Karriere im Kartsport 1994. Dabei konnte er viele Siege und Podestplätze erringen und gehörte zum Dunlop-Testteam. Im Rahmen dessen konnte er einmal den Vize-Titel der asiatischen Kartmeisterschaft einfahren.
1998 wechselt Bobbi dann aus dem Kartsport in den Formelsport. Dabei fuhr er in der Formel Renault European Championship und war am Ende der Saison bester Rookie des Jahres. Zwischen 1998 und 1999 fuhr er in der Formel-Renault-Winterserie in England für das Team JD Motorsport und konnte dabei das Rennen in Brands Hatch gewinnen. Für die kommende Formel-Renault-Saison blieb Bobbi bei JD Motorsport und fuhr dabei zweimal auf das Podest, in Hockenheim und Estoril.

### Der Weg zur Formel 1
Im Jahr 2000 ging Bobbi dann in die Euro Open by Nissan, wo er sich am Ende der Saison wieder als bester Rookie beweisen konnte. Das blieb auch bei den Formel-1-Teams nicht ungehört und Bobbi konnte nach der Saison für das Minardi-Team testen.
Für das Jahr 2001 blieb Bobbi in der Open Telefónica by Nissan und fuhr für das Team von Adrian Campos. Dabei konnte Bobbi einen Lauf in Valencia gewinnen und wurde am Ende Fünfter der Meisterschaft.
2002 ging Bobbi in die Formel Nissan 2000, welche unter der mittlerweile umbenannten World Series by Nissan angesiedelt war. Er holte sechs Pole Positions, sechs schnellste Rennrunden und sechs Rennsiege und wurde am Ende Zweiter der Meisterschaft.
Außerdem war Bobbi von 2002 bis Mitte der Saison 2003 offizieller Testfahrer für das Minardi-Formel-1-Team und mit der Entwicklung des Autos betreut. Danach trennten sich die Wege und auch Bobbis Formel-1-Engagement war beendet.

### Der GT-Sport
Bobbi fand 2003 seinen Einstand in den GT-Sport und das gleich höchst erfolgreich. In der FIA-GT-Meisterschaft fuhr er 2003 zusammen mit Thomas Biagi im Ferrari 550 Maranello zur Meisterschaft. Die beiden Italiener holten dabei sechs Saisonsiege für das Team BMS Scuderia Italia.
Ein Jahr später hatte Bobbi einen neuen Partner in der FIA GT bekommen. Mit Gabriele Gardel wurde er am Ende der Saison Zweiter der Meisterschaft, wobei wieder zwei Saisonsiege heraussprangen. Außerdem setzte er einen ersten Fuß nach Amerika, in dem er die 24 Stunden von Daytona und die 12 Stunden von Sebring bestritt.
Dieser Schritt setzte sich 2005 fort. Bobbi fuhr in der Grand Am für das Team Doran und konnte dabei ein Rennen auf dem Podest beenden.
Doch schon ein Jahr später zog es den Italiener zurück nach Europa, erneut in die FIA GT. Hier fuhr er in der GT2-Klasse einen Ferrari 430 GT für die überlegene Mannschaft von AF Corse. Zusammen mit Jaime Melo konnte er zwei Klassensiege herausfahren sowie einen zweiten Klassenrang bei den 24 Stunden von Spa-Francorchamps. Doch Bobbi musste die letzten beiden Rennen auslassen, so dass Melo die Meisterschaft alleine einfuhr.
Für die Saison 2007 ging Bobbi in die International GT Open, eine aufstrebende Serie mit GT2- und GT3-Fahrzeugen. Er fuhr für das Team GPC Squadra Corse in einem Ferrari 430 GT und konnte mehrere Podestränge erobern. Nur für die 24 Stunden von Spa-Francorchamps ging Bobbi zurück in die FIA GT und pilotierte für das Vitaphone Racing Team einen Maserati MC12.
In der Saison 2008 fuhr Bobbi wieder in der Grand Am in Amerika für das Cheever Racing Team in der Prototypen-Klasse. Doch der Kontrakt zwischen Team und Fahrer wurde vor kurzer Zeit auf Eis gelegt. Zurzeit fährt er wieder für GPC in der italienischen GT-Meisterschaft und der International GT Open.

## Statistik

### Le-Mans-Ergebnisse
| Jahr | Team       | Fahrzeug    | Teamkollege  | Teamkollege    | Platzierung | Ausfallgrund |
| ---- | ---------- | ----------- | ------------ | -------------- | ----------- | ------------ |
| 2009 | Racing Box | Lola B08/80 | Thomas Biagi | Andrea Piccini | Ausfall     | Motorschaden |

### Sebring-Ergebnisse
| Jahr | Team              | Fahrzeug              | Teamkollege     | Teamkollege    | Platzierung | Ausfallgrund |
| ---- | ----------------- | --------------------- | --------------- | -------------- | ----------- | ------------ |
| 2004 | Risi Competizione | Ferrari 360 Modena GT | Anthony Lazzaro | Ralf Kelleners | Rang 16     |              |